# Морозов, Олег Дмитриевич
Олег Дмитриевич Морозов (укр. Олег Дмитрович Морозов, 1961, Красноводск, Туркменская ССР, СССР) — советский футболист, выступавший на позиции нападающего. Мастер спорта СССР (1988).

## Биография
В 1985 году дебютировал в составе одесского «Черноморца» в матчах высшей лиги чемпионата СССР. Первый гол в составе моряков провёл 18 мая 1985 года в матче 12-го тура чемпионата СССР против ереванского «Арарата». Осенью 1985 г. принял участие в матчах розыгрыша Кубка УЕФА 1985/86 гг. Помог одесской команде пройти бременский «Вердер», забив в ответном матче в Бремене второй гол «Черноморца». В 1986 году был приглашён в олимпийскую сборную СССР, сыграв в её составе в одном отборочном матче футбольного турнира летней Олимпиады 1988
После вылета «моряков» в первую лигу по итогам чемпионата СССР 1986 года, перешёл в начале 1987 года в киевское «Динамо», в составе которого дебютировал в матче за Суперкубок УЕФА. Дебют в матчах чемпионата СССР пришёлся на матч 3-го тура против ереванского «Арарата». Морозов вышел на замену на 84-й минуте вместо Вадима Евтушенко, и через пять минут установил окончательный счёт в матче (7:0 в пользу «Динамо»). В «Динамо» так и не смог закрепиться в основном составе, и в следующем сезоне играл за харьковский «Металлист», где стал обладателем Кубка СССР 1988 года.